# 仙台国際日本語学校
仙台国際日本語学校（せんだいこくさいにほんごがっこう、英: Sendai International School of Japanese）とは、宮城県仙台市青葉区にある日本語学校。
学校法人日本コンピュータ学園が運営しており、創立は1992年（平成4年）、学校法人の各種学校として2017年（平成29年）2月に認可を受けている。
宮城県内で学校法人が運営する日本語学校は当校を含め2校のみである。
学校法人の運営学校であることで、授業料等の納入金に消費税が免除されている。

## 所在地
- 〒980-0013 仙台市青葉区花京院一丁目3番1号（仙台駅西口より徒歩約5分）

## 校舎
- 地上15階地下1階のビル
  - 校舎は、学校法人が運営する東北電子専門学校・東北保健医療専門学校と共用する高層棟と、学生食堂・売店・視聴覚ホール・保健室などが入る低層棟で構成されており、正面玄関前広場を挟んで逆L字型に配置されている（地下1階に本校生徒専用駐輪場を完備。1階に北日本銀行のATMがある）。
  - 本校分の区画はビルの7階で、全フロアが教室となっている。
  - 校舎内にくまなくWi-Fiアクセスポイントが設けられており、本校生徒であればビル内どこでも利用可能となっている。
  - 教室へは北側に7基あるエレベーターを用いて移動する。
  - 1階正面玄関ホールと2階学生ホールは吹き抜けになっており、2階に学生食堂と売店、メディアセンターがある。

## 設置コース
入学時期により5つのコースがある。
- 【4月入学】2年コース
- 【7月入学】1年9か月コース
- 【10月入学】1年6か月コース
- 【1月入学】1年3か月コース（日本語能力試験N4以上の合格者）
- 【4月入学】1年コース（日本語能力試験N4以上の合格者）
- 【1月・4月・7月・10月入学 】短期（3か月）コース（既に日本に滞在している者。または日本に滞在できるビザを取得できる者）

## 授業時間
- 月曜 - 金曜
  - 【午前クラス】9:00 - 12:35（4時間）
  - 【午後クラス】13:00 - 16:35（4時間）

## 学生寮
学生寮は留学生専用寮として仙台市内に1個所あり、女子寮のみとなる。
- 寮は一人部屋の個室で、ベット、机・椅子、クローゼットを設置。エアコンと無料のインターネット（Wi-Fi）が完備されている。
- ダイニングキッチンと洗面所、シャワールーム、トイレは3名で共同使用となる。トイレはウォシュレットを完備。
- 食事は提供されない

### 留学生寮
- 日本コンピュータ学園 留学生寮（〒983-0845 仙台市宮城野区清水沼3丁目3-30）

## 姉妹校・系列校・関連会社
- 東北電子専門学校
- 東北保健医療専門学校
- 東日本航空専門学校（岩沼市）
- JC-21教育センター（本校校舎1階。社会人向けパソコン教室）